# 小行星308933

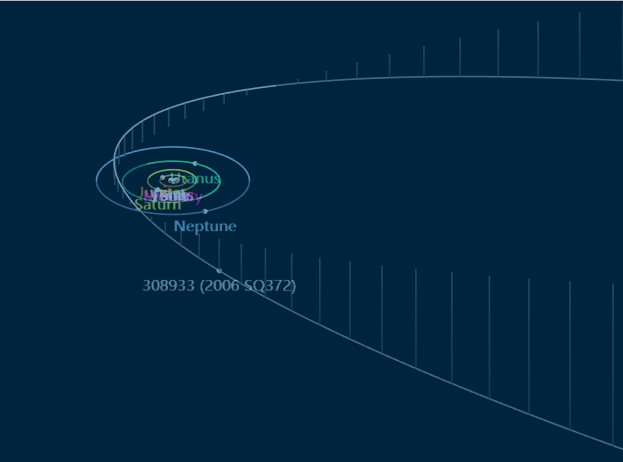
小行星308933的轨道示意图（图中椭圆形轨道），左侧最外侧的圆环代表海王星的轨道

小行星308933（(308933) 2006 SQ372）是一颗海王星外天体。小行星308933属于半人马小行星、遠距小行星，轨道如同彗星轨道一样有相当高的离心率。小行星308933的直径大约是123千米。2006年9月27日，三名天文学家安德鲁·贝克尔、安德鲁·帕克特，以及杰里米·库比卡通过斯隆数字化巡天系统发现了这颗小行星。后来进行回溯发现时，发现在2005年9月15日就已拍摄到小行星308933的照片。

## 发现
2006年，由华盛顿大学安德鲁·贝克尔领导的三人小组通过斯隆数字化巡天系统在Stripe 82区域发现了大约50颗新天体，其中最重要的一颗新天体就是小行星308933。小行星308933当时正位于海王星轨道内侧。小行星308933是继赛德娜之后第二颗可能来自内奥尔特云区域的天体。2008年8月18日，发现者正式向同行学者报导了这一发现。

## 描述
小行星308933的轨道有相当高的离心率，近日点附近的部分轨道在海王星轨道内侧，远日点远在1500个天文单位（AU）之外。小行星308933的公转周期大约是22,500年，也就是说它需要花费两万多年才会绕过太阳一周。小行星308933的轨道与2000年发现的小行星87269有些相似。小行星308933的绝对星等是8.1，可依此计算出它的直径大约是60到140千米。加州理工学院研究人员迈克尔·E·布朗的估算认为小行星308933的反照率大约是0.08，因此可计算出这一天体的直径大约是110千米。
小行星308933由岩石和冰组成。小行星308933有可能是是一颗彗星。发现者猜测，这颗小行星理论上的远日点与太阳的距离大约是奥尔特云主体距离太阳的十分之一，可能来自内奥尔特云区域 。但迈克尔·E·布朗等学者也考虑了其他可能的说法，比如小行星308933是柯伊伯带的尘埃聚集形成的，在形成后被吸入了海王星或天王星的轨道中。

## 摄动
小行星308933的轨道目前离海王星较近。对其轨道超过半数的模拟结果都显示，在接下来1.8亿年时间里，小行星308933会因过于接近海王星而发生目前无法推断出的轨道改变。正因如此，很难将小行星308933单纯定义为黄道离散天体或半人马小行星。像小行星308933这样难以定义的小行星还有小行星29981。
因为小行星308933轨道的离心率高，在不同的历元进行估算，可能得到截然不同的远日点距太阳的距离。根据2005年的历元进行估算，小行星308933的公转周期大约是22,000年，远日点距太阳1557个天文单位。但根据2011年的历元估算，会得到这颗小行星的公转周期是32,000年，远日点距太阳2006个天文单位的结论。对轨道离心率高的小行星来说，以太阳的质心而不是太阳本身作为参考系，能得到更准确的结论。使用在2.9年时间内观察到的轨道弧、2008年5月14日的历元，通过喷气推进实验室线上历书系统进行计算，能得到小行星308933远日点距太阳796天文单位、公转周期22,466的结论。